# 萊頓 (印第安納州)
萊頓（英語：Layton）是位於美國印地安納州方廷縣的一個非建制地區。該地的面積和人口皆未知。